# Pehuenches megye
Pehuenches egy megye Argentína nyugati részén, Neuquén tartományban. Székhelye Buta Ranquil.

## Népesség
A megye népessége a közelmúltban a következőképpen változott:
| Év   | Lakosság |
| ---- | -------- |
| 2001 | 13 432   |
| 2010 | 24 087   |